# Xavier Caballé Micola
Xavier Caballé Micola (Terrassa, 1969) és monjo del Monestir de Montserrat i membre de Softcatalà.
Ha treballat com a consultor de seguretat informàtica des de 2000 a Hewlett-Packard i altres empreses nacionals i internacionals. Abans havia treballat en la localització de programari per a IBM i, amb anterioritat, en dos dels primers proveïdors d'Internet (ISP) que hi va haver a Catalunya: Abaforum (1990-1994), on va participar en el primer servei que comercialitzava l'accés a la xarxa a Catalunya, i després com a operador de sistemes a Servicom (1995).
L'any 2020 va entrar a formar part de la comunitat benedictina del Monestir de Montserrat. Sis anys abans va començar el noviciat i el 2016 va professar temporalment.